# Znanost u 1845.
◄◄ | ◄ | 1842. | 1843. | 1844. | 1845.  | 1846. | 1847. | 1848. | ► | ►►
Arhitektura • Astronomija • Biologija • Fotografija • Glazba • Kazalište • Kemija • Kiparstvo • Knjige • Književnost • Kršćanstvo • Meteorologija • Medicina • Politika • Pravo • Promet • Slikarstvo • Šport • Znanost • Željeznički promet
Znanost u 1845.

## Svijet

### Smrti
- 13. ožujka − John Frederic Daniell, britanski kemičar, fizičar i meteorolog (* 1790.)

## Vanjske poveznice
|  | Zajednički poslužitelj ima još gradiva o temi Znanost u 1845. |